# Античастицы
Античасти́ца — частица-двойник некоторой другой элементарной частицы, обладающая той же массой и тем же спином, отличающаяся от неё знаками всех других характеристик взаимодействия (зарядов, таких как электрический и цветовой заряды, барионное и лептонное квантовые числа).
Само определение того, что называть «частицей» в паре частица-античастица, в значительной мере условно. Однако при данном выборе «частицы» её античастица определяется однозначно. Сохранение барионного числа в процессах слабого взаимодействия позволяет по цепочке распадов барионов определить «частицу» в любой паре барион-антибарион. Выбор электрона как «частицы» в паре электрон-позитрон фиксирует (вследствие сохранения лептонного числа в процессах слабого взаимодействия) определение состояния «частицы» в паре электронных нейтрино-антинейтрино. Переходы между лептонами различных поколений (типа {\displaystyle \mu \rightarrow e}) не наблюдались, так что определение «частицы» в каждом поколении лептонов, вообще говоря, может быть произведено независимо. Обычно по аналогии с электроном «частицами» называют отрицательно заряженные лептоны, что при сохранении лептонного числа определяет соответствующие нейтрино и антинейтрино. Для бозонов понятие «частица» может фиксироваться определением, например, гиперзаряда.

## Существование античастиц
Существование античастиц было предсказано П. А. М. Дираком. Полученное им в 1928 году квантовое релятивистское уравнение движения электрона (уравнение Дирака) с необходимостью содержало решения с отрицательными энергиями. В дальнейшем было показано, что исчезновение электрона с отрицательной энергией следует интерпретировать как возникновение частицы (той же массы) с положительной энергией и с положительным электрическим зарядом, то есть античастицы по отношению к электрону. Эта частица — позитрон — была открыта в 1932 году.
В последующих экспериментах было установлено, что не только электрон, но и все остальные частицы имеют свои античастицы. В 1936 году в космических лучах были открыты мюон (μ−) и μ+ его античастица, а в 1947 — π− и π+ — мезоны, составляющие пару частица — античастица; в 1955 в опытах на ускорителе зарегистрирован антипротон, в 1956 — антинейтрон, в 1966 — антидейтерий, в 1970 — ядро антигелия-3, в 1998 — атом антиводорода, в 2011 — ядро антигелия-4 и т. д. К настоящему времени наблюдались античастицы практически всех известных частиц, и не вызывает сомнения, что античастицы имеются у всех частиц.

### Истинно нейтральные частицы
Для некоторых нейтральных частиц античастица тождественно совпадает с частицей. Это, в частности, фотон, нейтральный пи-мезон, эта-мезон и прочие кварконии, хиггсовский бозон, Z-бозон, гравитон. Такие частицы называют истинно нейтральными.
Подчеркнём, что электрически нейтральные частицы могут и не совпадать со своими античастицами. Это, в частности, касается нейтрона, нейтрино, нейтрального каона и т. д.
Все известные истинно нейтральные частицы — бозоны, однако в принципе могут существовать и истинно нейтральные фермионы (т. н. майорановские частицы).

## Осцилляции
Если какое-либо из квантовых чисел электрически нейтральной частицы не сохраняется строго, то возможны переходы (осцилляции) между состояниями частицы и её античастицы. В этом случае состояния с определённым не сохраняющимся квантовым числом не являются собственными состояниями оператора энергии-импульса, а представляют собой суперпозиции истинно нейтральных состояний с определёнными значениями массы. Подобное явление может реализовываться в системах {\displaystyle \nu -{\overline {\nu }}}, {\displaystyle n-{\overline {n}}}, {\displaystyle K_{0}-{\overline {K_{0}}}} и т. п.

## Рождение и аннигиляция
Рождение античастиц происходит в столкновениях частиц вещества, разогнанных до энергий, превосходящих порог рождения пары частица-античастица (см. Рождение пар). В лабораторных условиях античастицы рождаются во взаимодействиях частиц на ускорителях; хранение образующихся античастиц осуществляют в накопительных кольцах при высоком вакууме. В естественных условиях античастицы рождаются при взаимодействии первичных космических лучей с веществом, например, атмосферы Земли, а также должны рождаться в окрестностях пульсаров и активных ядер галактик. Теоретическая астрофизика рассматривает образование античастиц (позитронов, антинуклонов) при аккреции вещества на чёрные дыры. В рамках современной космологии рассматривают рождение античастиц при испарении первичных чёрных дыр малой массы. При температурах, превышающих энергию покоя частиц данного сорта (в энергетической системе единиц), пары частица-античастица присутствуют в равновесии с веществом и электромагнитным излучением. Такие условия могут реализовываться для электрон-позитронных пар в горячих ядрах массивных звёзд. Согласно теории горячей Вселенной, на очень ранних стадиях расширения Вселенной в равновесии с веществом и излучением находились пары частица-античастица всех сортов. В соответствии с моделями великого объединения эффекты нарушения С- и CP-инвариантности в неравновесных процессах с не сохранением барионного числа могли привести в очень ранней Вселенной к барионной асимметрии Вселенной даже в условиях строгого начального равенства числа частиц и античастиц. Это даёт физическое обоснование отсутствию наблюдательных данных о существовании во Вселенной объектов из античастиц.
При столкновении частицы со своей античастицей возможна их аннигиляция.